# Анна фон Катценелнбоген
Анна фон Катценелнбоген (на немски: Anna von Katzenelnbogen; * пр. 1325; † 1350/1353) е графиня от Катценелнбоген и чрез женитби господарка на Изенберг-Лимбург, господарка на Фалкенщайн, Боланден и замък Фалкенщайн в Пфалц и на господствата Кьонигщайн и Мюнценберг.

## Произход
Тя е дъщеря на граф Вилхелм I фон Катценелнбоген († 1331) и втората му съпруга Аделхайд фон Валдек († 1329), дъщеря на граф Ото I фон Валдек и София фон Хесен († 1331), дъщеря на ландграф Хайнрих I фон Хесен. Сестра е на Вилхелм II (1331 – 1385) и Еберхард V (1322 – 1403).

## Фамилия
Първи брак: пр. 1325/1329 г. с Йохан II фон Изенберг-Лимбург († 21 август 1336), най-големият син на Герлах II фон Лимбург († 1355) и първата му съпруга графиня Агнес фон Насау-Зиген († 1316/1318). Той е роднина на римско-немската кралица Имагина фон Изенбург-Лимбург, съпруга на Адолф от Насау. Бракът е бездетен.
Втори брак: след 12 декември 1338 г. с Филип VI фон Фалкенщайн († 1373), син на Куно II фон Фалкенщайн-Мюнценберг († 1333) и първата му съпруга графиня Анна фон Насау-Хадамар († 1329). Той е бил сгоден за нейната по-малка сестра Агнес фон Катценелнбоген († 1338). Те имат една дъщеря:
- Анна (* пр. 1401; † 1420), омъжена I. на 6 август 1374 г. за граф Готфрид фон Ринек († 1389); II. на 28 август 1390 г. за граф Гюнтер XXVII фон Шварцбург († 1397/1399)

Филип VI се жени втори път за Агнес фон Изенбург-Браунсберг и трети път 1353 г. за Агнес фон Фалкенщайн-Мюнценберг († 1380).

## Галерия
- Герб на графовете на Катценелнбоген
- Герб на Графство Лимбург
- Герб на фамилията Фалкенщайн